# Kpone Katamanso Municipal District
Der Distrikt Kpone Katamanso Municipal District ist einer von 29 Distrikten der Greater Accra Region in Ghana. Er hat eine Größe von 236,5 km² und 417.334 Einwohner (2021). 

## Geschichte
Ursprünglich war es Teil des damals größeren Tema Municipal District, der aus dem ehemaligen Tema District Council gebildet wurde, bis der östliche Teil des Distrikts am 28. Juni 2012 als Kpone Katamanso Municipal District abgespalten wurde; daher wurde der verbleibende Teil als Tema Metropolitan District beibehalten. Der Distrikt liegt im zentralen Teil der Großregion Accra und hat Kpone als seine Hauptstadt.

## Einwohnerentwicklung
Die folgende Übersicht zeigt die Einwohnerzahlen nach dem jeweiligen Gebietsstand.
| Jahr | Einwohner |
| ---- | --------- |
| 2010 | 109.864   |
| 2021 | 417.334   |